# Nazim Babayev
Nazim Tahir oğlu Babayev (Baku, 8 ottobre 1997) è un triplista azero.

## Palmarès
| Anno | Manifestazione                    | Sede           | Evento         | Risultato      | Prestazione | Note                                                  |
| ---- | --------------------------------- | -------------- | -------------- | -------------- | ----------- | ----------------------------------------------------- |
| 2014 | Giochi olimpici giovanili         | Nanchino       | Salto triplo   | Bronzo         | 15,96 m     |                                                       |
| 2015 | Europei indoor                    | Praga          | Salto triplo   | 17º (q)        | 15,92 m     |                                                       |
| 2015 | Europei juniores                  | Eskilstuna     | Salto triplo   | Oro            | 17,04 m     | Record dei campionati                                 |
| 2016 | Mondiali indoor                   | Portland       | Salto triplo   | 8º             | 16,43 m     |                                                       |
| 2016 | Europei                           | Amsterdam      | Salto triplo   | 23º (q)        | 16,06 m     |                                                       |
| 2016 | Mondiali under 20                 | Bydgoszcz      | Salto triplo   | 15º (q)        | 15,74 m     |                                                       |
| 2016 | Giochi olimpici                   | Rio de Janeiro | Salto triplo   | 25º (q)        | 16,38 m     |                                                       |
| 2017 | Giochi della solidarietà islamica | Baku           | Salto triplo   | Oro            | 17,15 m     | Record dei campionati · Miglior prestazione personale |
| 2017 | Europei under 23                  | Bydgoszcz      | Salto triplo   | Oro            | 17,18 m     | Miglior prestazione personale                         |
| 2017 | Mondiali                          | Londra         | Salto triplo   | 14º (q)        | 16,61 m     |                                                       |
| 2017 | Universiadi                       | Taipei         | Salto triplo   | Oro            | 17,01 m     |                                                       |
| 2018 | Europei                           | Berlino        | Salto triplo   | 4º             | 16,76 m     |                                                       |
| 2019 | Europei indoor                    | Glasgow        | Salto triplo   | Oro            | 17,29 m     | Miglior prestazione personale                         |
| 2019 | Universiadi                       | Napoli         | Salto triplo   | Oro            | 16,89 m     |                                                       |
| 2019 | Europei under 23                  | Gävle          | Salto triplo   | Argento        | 17,03 m     |                                                       |
| 2019 | Mondiali                          | Doha           | Salto triplo   | 19º (q)        | 16,65 m     |                                                       |
| 2021 | Giochi olimpici                   | Tokyo          | Salto triplo   | 15º (q)        | 16,72 m     | Miglior prestazione personale stagionale              |
| 2022 | Mondiali indoor                   | Belgrado       | Salto triplo   | 8º             | 16,55 m     |                                                       |
| 2022 | Europei                           | Monaco         | Salto triplo   | Qualificazione | nm          |                                                       |
| 2023 | Europei indoor                    | Istanbul       | Salto triplo   | 5º             | 16,50 m     | Miglior prestazione personale stagionale              |
| 2024 | Europei                           | Roma           | Salto in lungo | 29º (q)        | 6,92 m      |                                                       |

## Altre competizioni internazionali
2013
- Oro al Festival olimpico della gioventù europea ( Utrecht), salto triplo - 15,53 m

2014
- Bronzo nella Third League degli Europei a squadre ( Tbilisi), salto triplo - 15,82 m

2015
- Oro nella Third League degli Europei a squadre ( Baku), salto triplo - 16,38 m[1]